# Пенкина, Зинаида Михайловна
Зинаида Михайловна Пенкина (в замужестве — Триполитова) (1861, Калуга, Калужская губерния, Российская империя — 10 января 1888, Петербург, Петербургская губерния, Российская империя) — первая русская женщина-библиограф, ученица В. И. Межова.

## Биография
Родилась в 1861 году в Калуге, позже переехала в Москву и училась в начальной школе в немецкой Петропавловской школе. В 1879 году переехала в Петербург и была принята на работу в Публичную библиотеку, где проработала до своей смерти, одновременно с этим в 1880 году поступила на Высшие женские Бестужевские курсы, которые она окончила в 1885 году.
Скорпостижно скончалась 10 января 1888 года в Петербурге в возрасте всего лишь 26 лет.

### Личная жизнь
Зинаида Пенкина вышла замуж за М. Н. Триполитова — инженера-технолога и Члена госсовета Российской империи и родила 4 детей.

## Научные работы
Автор ряда научных работ и библиографических книг и сводок.